# Otto Pöggeler

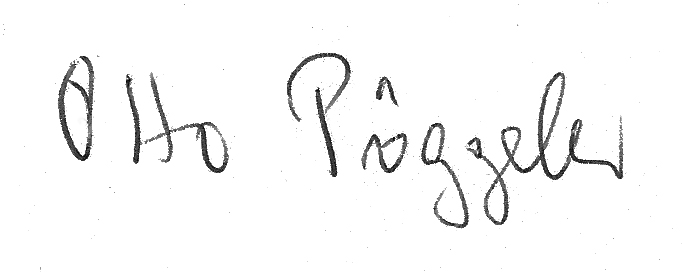
Otto Pöggeler. Signatur 2009

Otto Pöggeler (* 12. Dezember 1928 in Attendorn; † 10. Dezember 2014 in Bochum) war ein deutscher Philosoph, der sich insbesondere mit der Methodologie der Geisteswissenschaften, mit Ästhetik und dem Deutschen Idealismus befasste.

## Leben und Wirken
Otto Pöggeler legte sein Abitur am Rivius-Gymnasium in seiner Heimatstadt Attendorn ab. Er studierte Philosophie und wurde 1955 an der Universität Bonn im Fach Germanistik bei Johannes Hoffmeister zum Dr. phil. promoviert mit einer Arbeit über Hegels Kritik der Romantik (erweitert München 1999). 1966 habilitierte er sich für Philosophie an der Universität Heidelberg bei Hans-Georg Gadamer und begann dort seine Lehrtätigkeit als Dozent. Seine Habilitationsschrift über Hegels Jugendschriften und die Idee einer Phänomenologie des Geistes wurde von ihm in Teilen veröffentlicht (Hegels Idee einer Phänomenologie des Geistes, 1973; Hegel-Studien). Andere Teile verwendete Pöggeler in neuen anderen Zusammenhängen.
Im Jahr 1961 wurde Pöggeler Herausgeber der neu begründeten Hegel-Studien, 1968 Professor für Philosophie und Direktor des Hegel-Archivs an der Ruhr-Universität Bochum, wo seither die von der Nordrhein-Westfälischen Akademie der Wissenschaften und der Künste in Verbindung mit der Deutschen Forschungsgemeinschaft herausgegebene Edition der Gesammelten Werke Hegels erarbeitet wird. 1973 war er Gastprofessor der Pennsylvania State University, 1988 an der State University of New York at Stony Brook. Seit 1977 war Pöggeler korrespondierendes Mitglied der Rheinisch-Westfälischen Akademie der Wissenschaften (bzw. der Nordrhein-Westfälischen Akademie der Wissenschaften und der Künste). Von 1978 bis 1983 war er Präsident der Deutschen Gesellschaft für Phänomenologische Forschung, deren Ehrenmitglied er dann wurde. 1994 erfolgte seine Emeritierung. Das Hegel-Archiv leitete er noch bis 1997.
Pöggeler hat insbesondere über die Philosophen Georg Wilhelm Friedrich Hegel, Edmund Husserl und Martin Heidegger gearbeitet. Für sein eigenes Denken waren die Phänomenologie und die hermeneutische Philosophie von wesentlicher Bedeutung. Er verstand sich als Vertreter einer phänomenologischen „offenen Hermeneutik“. Diese nimmt und fasst Wahrheit als ein geschichtliches Geschehen in einem bewegten offenen Ganzen. Pöggelers Forschungen galten vor allem auch dem Verhältnis von Philosophie und Politik sowie dem von Philosophie und Kunst (Paul Celan, Paul Klee). Mit Celan verband ihn eine so enge Freundschaft, dass er bei vielen Interpretationen der Gedichte auf seine Aussagen zurückgreifen konnte.

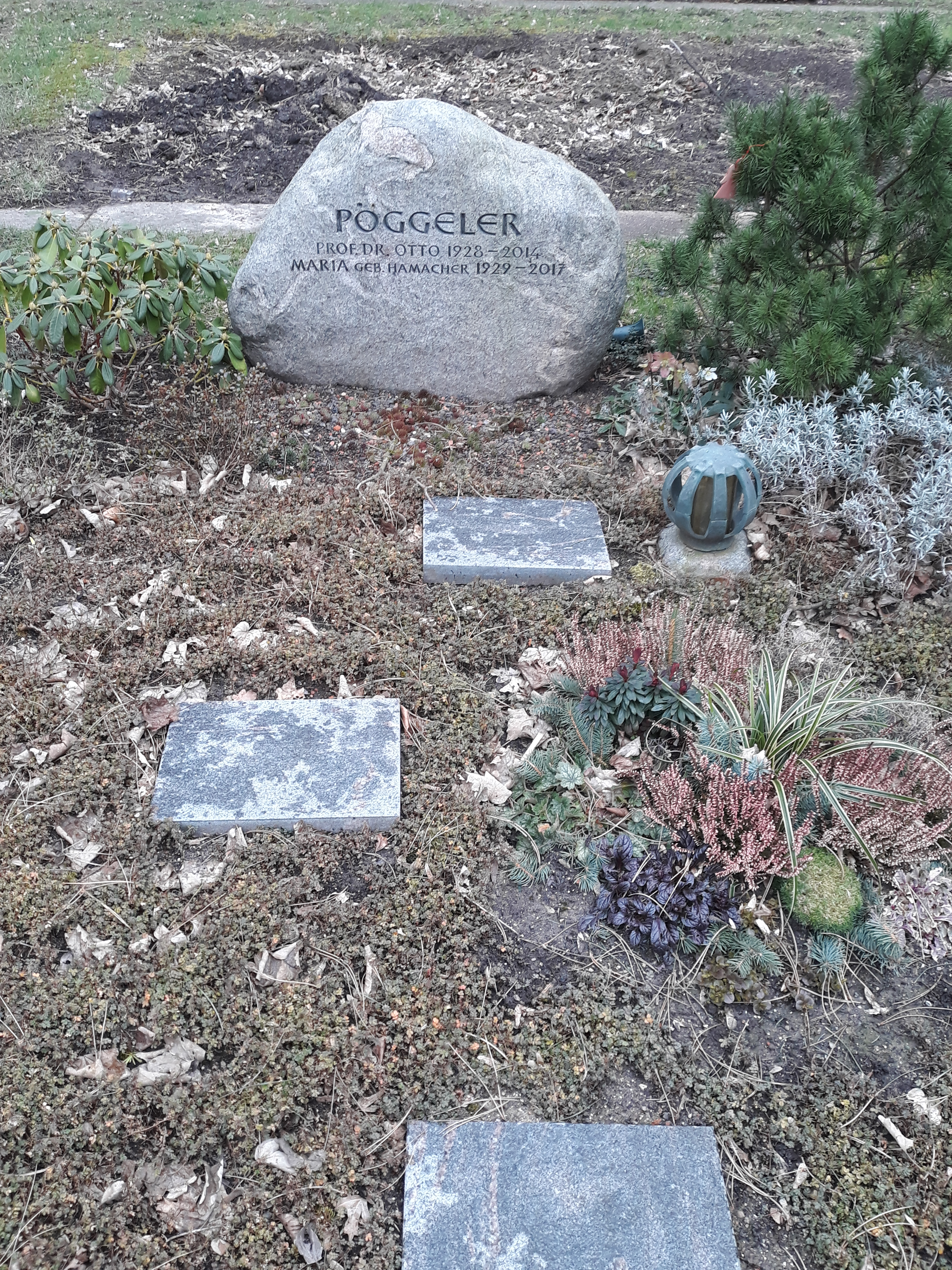
Das Grab von Otto Pöggeler und seiner Ehefrau Maria auf dem Friedhof Querenburg in Bochum.

Otto Pöggeler war ab 1959 verheiratet, hatte zwei Kinder und lebte in Bochum-Querenburg, wo er auch begraben wurde.

## Schriften (Auswahl)
- Hegels Kritik der Romantik (= Abhandlungen zur Philosophie, Psychologie und Pädagogik. Band 4). Bouvier, Bonn 1956 (Zugleich: Bonn, Universität, Dissertation, 1955); mehrere Auflagen.
- Dichtungstheorie und Toposforschung. In: Jahrbuch für Ästhetik. 1960, S. 89–201.
- Der Denkweg Martin Heideggers. Neske, Pfullingen 1963 (Mehrere Auflagen; Übersetzungen in die meisten europäisch-amerikanischen und ostasiatischen Sprachen).
- als Herausgeber: Heidegger. Perspektiven zur Deutung seines Werks (= Neue wissenschaftliche Bibliothek. Band 34). Kiepenheuer & Witsch, Köln u. a. 1969 (Mehrere Auflagen).
- Philosophie und Politik bei Heidegger. Alber, Freiburg (Breisgau) u. a. 1972, ISBN 3-495-47261-4 (2., um ein Nachwort erweiterte Auflage. ebenda 1974; in spanischer Sprache: Filosofia y política en Heidegger. Alfa, Barcelona 1984, ISBN 84-7222-090-7).
- als Hrsg.: Hermeneutische Philosophie. 1972.
- Hegels Idee einer Phänomenologie des Geistes. Alber, Freiburg (Breisgau) u. a. 1973, ISBN 3-495-47279-7 (Mehrere Auflagen).
- als Herausgeber: Hegel. Einführung in seine Philosophie. Alber, Freiburg (Breisgau) u. a. 1977, ISBN 3-495-47354-8.
- als Hrsg. mit H. Flashar und N. Lobkowicz: Geisteswissenschaft als Aufgabe. 1978.
- Heidegger und die hermeneutische Philosophie. Alber, Freiburg (Breisgau) u. a. 1983, ISBN 3-495-47532-X (Mehrere Übersetzungen).
- Die Frage nach der Kunst. Von Hegel zu Heidegger. Alber, Freiburg (Breisgau) u. a. 1984, ISBN 3-495-47555-9.
- Spur des Worts. Zur Lyrik Paul Celans. Alber, Freiburg (Breisgau) u. a. 1986, ISBN 3-495-47607-5.
- Neue Wege mit Heidegger. Alber, Freiburg (Breisgau) u. a. 1992, ISBN 3-495-47719-5.
- Schritte zu einer hermeneutischen Philosophie. Alber, Freiburg (Breisgau) u. a. 1994, ISBN 3-495-47782-9.
- Heidegger in seiner Zeit. Wilhelm Fink, München 1999, ISBN 3-7705-3390-9 (In kroatischer Sprache: Heidegger u svom vremenu (= Biblioteka Diskursi. 2). Šahinpašić, Sarajevo 2005, ISBN 9958-41-145-8).
- Der Stein hinterm Aug. Studien zu Celans Gedichten. Wilhelm Fink, München 2000, ISBN 3-7705-3466-2.
- Bild und Technik. Heidegger, Klee und die moderne Kunst. Wilhelm Fink, München 2002, ISBN 3-7705-3675-4.
- Schicksal und Geschichte. Antigone im Spiegel der Deutungen und Gestaltungen seit Hegel und Hölderlin. Wilhelm Fink, München 2004, ISBN 3-7705-4047-6.
- Europa come destino e come compito. Correzioni nella filosofia ermeneutica (= Istituto Italiano per gli Studi Filosofici. Saggi. 44). Guerini e Associati, Milano 2008, ISBN 978-88-6250-006-7.
- Philosophie und hermeneutische Theologie. Heidegger, Bultmann und die Folgen. Wilhelm Fink, Paderborn u. a. 2009, ISBN 978-3-7705-4403-5.
- Wege in schwieriger Zeit. Ein Lebensbericht. Wilhelm Fink, Paderborn u. a. 2011, ISBN 978-3-7705-5123-1.
- Die Vielstimmigkeit der Philosophie. Wilhelm Fink, Paderborn u. a. 2012, ISBN 978-3-7705-5397-6.

- ab 1961 Herausgeber der Hegel-Studien. (ISSN 0073-1587).

## Interviews
- Gabriel Cercel: Interview mit Prof. Dr. Otto Pöggeler. In: Studia Phænomenologica. Bd. 1, Nr. 3/4, 2001, ISSN 1582-5647, S. 351–375 (dt./rum.), (In spanischer Sprache: La filosofia como camino. Dialogos con Otto Pöggeler. In: Revista de filosofía. Bd. 37 = Nr. 114, 2005, ISSN 0185-3481, S. 13–26).
- Massimo Mezzanzanica: Intervista a Otto Pöggeler. In: Magazzino di filosofia. Nr. 5, 2001, ISSN 1592-5919, S. 5–18.
- Annette Sell: Fragen an … Otto Pöggeler. In: Bochumer Philosophisches Jahrbuch für Antike und Mittelalter. Bd. 15, 2012, ISSN 1384-6663, S. 245–251, doi:10.1075/bpjam.15.08sel.

## Biografisches
- Otto Pöggeler: Eine ernste Sache. In: Christine Hauskeller, Michael Hauskeller (Hrsg.): „… was die Welt im Innersten zusammenhält“. 34 Wege zur Philosophie.  Junius, Hamburg 1996, ISBN 3-88506-264-X, S. 60 ff.